# Andreas Glarner

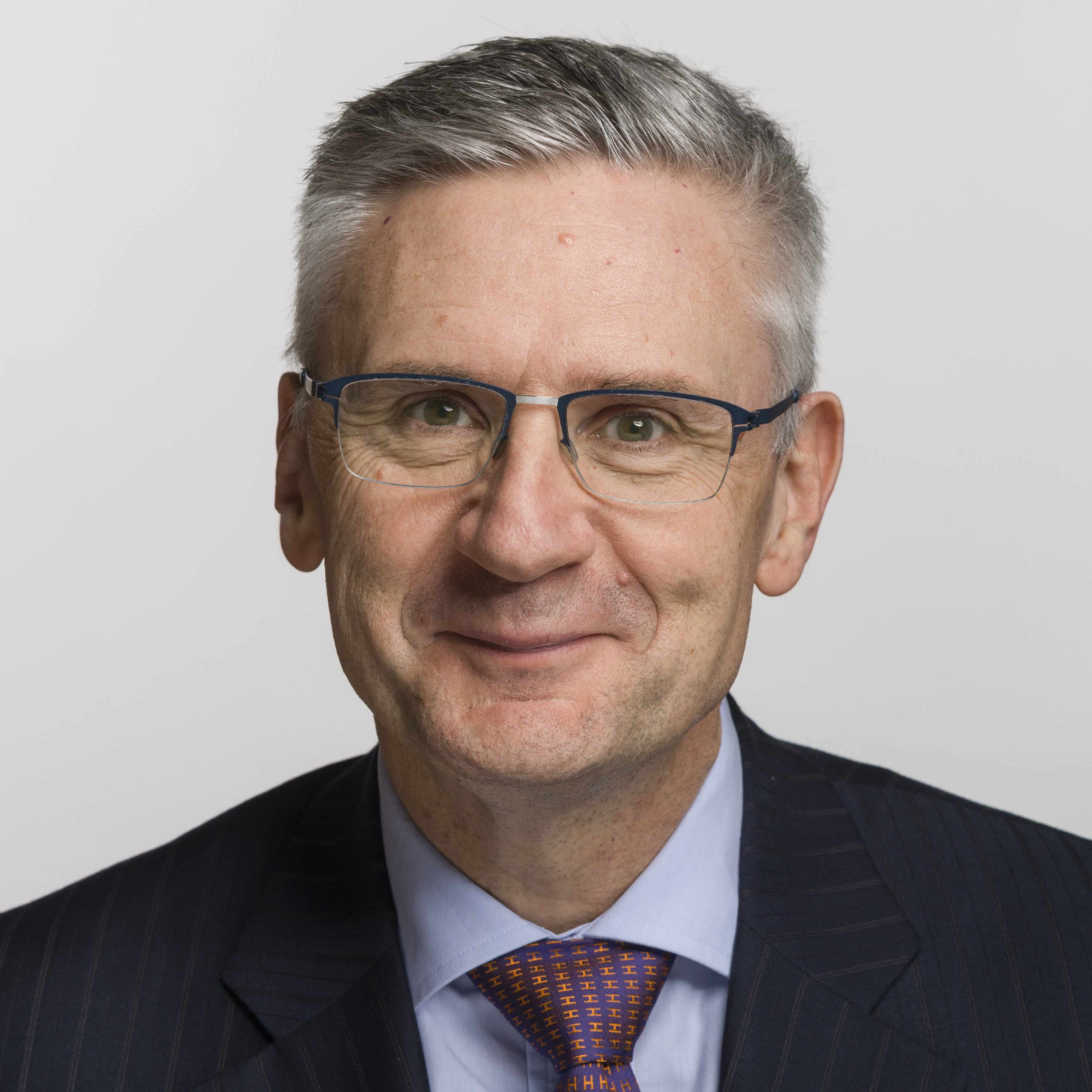
Andreas Glarner (2019)

Andreas Alfred Glarner (* 9. Oktober 1962 in Glarus; heimatberechtigt in Diesbach) ist ein Schweizer Unternehmer und Politiker (SVP), der am rechten Rand des politischen Spektrums der Schweiz politisiert und auch zum rechten Flügel seiner Partei gezählt wird.

## Politik

### Laufbahn
Glarner wurde 2001 in den Grossen Rat des Kantons Aargau gewählt, wo er von 2005 bis 2015 die SVP-Fraktion präsidierte. Von 1998 bis zum 24. September 2017 gehörte er dem Gemeinderat (Exekutive) von Oberwil-Lieli an, ab 2006 als Gemeindeammann. Sein Nachfolger wurde der Parteilose Ilias Läber.
Bei den Schweizer Parlamentswahlen 2015 wurde er als Vertreter der SVP in den Nationalrat gewählt; 2019 und 2023 wurde er wiedergewählt. Er ist seit 2015 Mitglied der Staatspolitischen Kommission (2017–2019 Vizepräsident, 2019–2021 Präsident) und seit 2019 Mitglied der Kommission für soziale Sicherheit und Gesundheit. Im Januar 2020 wurde er zum Präsidenten der SVP Aargau gewählt, er folgte auf Nationalrat Thomas Burgherr. Zuvor war er bis 2015 Präsident der SVP-Bezirkspartei Bremgarten, dann Präsident der SVP-Ortspartei Bremgarten. Zurzeit (April 2022) ist er in beiden Parteien für die Öffentlichkeitsarbeit zuständig. Er ist ausserdem Präsident der Zivilschutzorganisation (ZSO) Mutschellen. 
Im Jahr 2020 kandidierte er für das Präsidium der SVP Schweiz, zog die Kandidatur aber zurück, nachdem die Partei auf Vorschlag der Findungskommission den Tessiner Ständerat Marco Chiesa als Präsidenten nominiert hatte. Chiesa wurde am 22. August 2020 als Nachfolger von Albert Rösti ohne Gegenkandidat gewählt.

### Kontroversen
Einer breiteren Öffentlichkeit wurde er durch seine kontroverse Plakatkampagne Aarau oder Ankara und Baden oder Bagdad während der Nationalratswahlen 2007 bekannt. Die Kampagne veranlasste zwei Privatpersonen, Glarner wegen Rassendiskriminierung anzuklagen. Die Staatsanwaltschaft stellte das Verfahren ein, weil kein Verstoss gegen das Gesetz vorliege. Das Obergericht wies die Beschwerde der beiden Kläger ab, worauf sie den Fall an das Bundesgericht weiterzogen. Dieses bestätigte die Einstellung als rechtmässig. Im Wahlkampf 2015 provozierte Glarner mit den Plakaten Kopf hoch statt Kopf ab und Sie sind unter uns.
2013 machte die Geschichte eines jungen Mannes der Nachbargemeinde Berikon Schlagzeilen, der sich jahrelang geweigert hatte, eine Arbeit anzunehmen, und stattdessen Sozialhilfe bezog. Die Gemeinde verweigerte schliesslich die Weiterführung der Sozialhilfe, wurde aber vom Bundesgericht dazu gezwungen, sie mindestens teilweise nachzubezahlen. Darauf bot Glarner eine Prämie von 1000 CHF für die Nennung des Namens, der aufgrund des Datenschutzes nicht publiziert werden durfte. Der Name wurde ihm umgehend ohne Bezahlung der 1000 CHF genannt. Glarner bot dem jungen Mann darauf eine Stelle als Lagerist, Hauswart oder Kurierfahrer an und drohte, seinen Namen publik zu machen, falls er das Angebot ablehnen würde. Der Mann lehnte die Angebote ab, behauptete, eine Stelle als Webdesigner angetreten zu haben, und zeigte Glarner wegen Nötigung an. Dies wies die Staatsanwaltschaft Muri-Bremgarten mit der Begründung zurück, der Sozialhilfebezüger sei schon vor dem Aufruf von Glarner in den Medien präsent gewesen und habe sich sogar in Interviews zum Fall geäussert. Unter diesen Umständen sei der Tatbestand der Nötigung eindeutig nicht erfüllt. Schliesslich behauptete der Mann, eine weitere Stelle, als Telefonist, wegen des Medienrummels wieder verloren zu haben.
Die reiche, 2200 Einwohner zählende Gemeinde Oberwil-Lieli müsste nach einem kantonalen Verteilschlüssel acht (seit 2016 zehn) Asylbewerber aufnehmen. Dagegen wehrte sie sich und akzeptierte jeweils eine sogenannte Ersatzzahlung von 3'650 CHF pro nicht aufgenommenem Asylbewerber. Nachdem der Kanton Aargau die Zahlung für 2016 auf 40'150 CHF angehoben hatte, stimmte die Gemeindeversammlung vom 27. November 2015 auf Antrag einer 24-jährigen Studentin überraschend gegen die Budgetierung einer Ausgabe von 290'000 CHF für diesen Zweck. Dagegen erhob ein Stimmbürger Beschwerde, die vom Kanton abgelehnt wurde, worauf er sie an das Verwaltungsgericht weiterzog. Dieses entschied Anfang März 2016, dass der Antrag an der Gemeindeversammlung rechtens war. In der Zwischenzeit kam auch ein von einem Komitee unter Leitung des gleichen Stimmbürgers lanciertes Referendum gegen den Beschluss der Gemeindeversammlung zustande. In der Referendumsabstimmung vom 1. Mai 2016 verwarfen die Stimmberechtigten das Gemeindebudget 2016 knapp. Der Gemeinderat musste damit der Gemeindeversammlung vom 10. Juni 2016 ein neues Budget 2016 vorlegen. An dieser stimmten die Bürger der Ersatzabgabe von 290'000 CHF und damit der Möglichkeit, sich von der Aufnahme von Flüchtlingen freizukaufen, klar zu. Die Gemeindeversammlung beschloss aber auch, auf die nächste Gemeindeversammlung im November 2016 vom Gemeinderat Lösungsvorschläge zu verlangen, welche die Haltung der Einwohner berücksichtigen, die einer Aufnahme von Flüchtlingen positiv gegenüberstehen. Glarner schlug drei Ansätze vor: statt einer Ersatzabgabe an den Kanton einen tieferen Beitrag an eine Gemeinde zu zahlen, die mehr Flüchtlinge aufgenommen hat, als sie müsste, die finanzielle Unterstützung einer Hilfsorganisation vor Ort und die Aufnahme einer syrischen Familie. Die Vorschläge wurden umgesetzt. Im August 2016 schloss sich die Gemeinde Oberwil-Lieli mit Rudolfstetten-Friedlisberg zu einem Asylverbund zusammen. Fünf der Oberwil-Lieli zugeteilten Flüchtlinge wohnen in Rudolfstetten-Friedlisberg, wobei Oberwil-Lieli die Kosten übernimmt. Die Einwohner der Gemeinde Oberwil-Lieli spendeten über 400'000 CHF an die Aktion Schwizerchrüz für direkte Hilfe für syrische Flüchtlinge vor Ort, in Griechenland und in der Türkei. Im Februar 2017 zog zudem eine vierköpfige syrische Familie in Oberwil-Lieli ein.
Die Studentin hatte nach der Gemeindeversammlung vom November 2015 in der Aargauer Zeitung und im Tages-Anzeiger Vorwürfe erhoben, der Gemeindeammann «hätschele» die Besserverdienenden und nehme es bei deren Erfüllung der Vorschriften nicht immer so genau bzw. der Gemeinderat erfülle den Vermögenden bei Baubewilligungen alle Wünsche. Der Gemeinderat forderte sie darauf auf, ihre Aussagen innert Wochenfrist anhand von mindestens drei konkreten Beispielen zu belegen oder sie unverzüglich öffentlich zu widerrufen. Andernfalls, so kündigte Glarner auf Rückfrage der Aargauer Zeitung an, müsse die Studentin mit einer Anzeige rechnen. Der Anwalt der Studentin behauptete, entsprechende Beweise zu haben, worauf der Gemeinderat sie zu einer Aussprache einlud. Die Studentin hielt daran fest, die Beweise im Falle einer Anzeige dem Gericht vorzulegen, diese an dieser Stelle jedoch nicht offenzulegen. Der Gemeinderat verzichtete daraufhin auf eine Anzeige und hielt in einer Pressemitteilung fest, er betrachte die Angelegenheit als erledigt.
Nach der Abstimmung in der Gemeindeversammlung vom November 2015 wurde bekannt, dass Glarner zusammen mit der lokalen SVP hinter einem Flugblatt mit dem Absender «Bürgerliche Kräfte Oberwil-Lieli» gestanden hatte, das am Tage der Abstimmung dem amtlichen Publikationsorgan der Gemeinde, Wochenfalter, beigelegt worden war – obwohl er zuvor gesagt hatte, dass er nicht in die Abstimmung über diesen Budgetposten eingreifen werde. Glarner räumte den Fehler ein und sagte, heute würde er die lokale SVP als Absender nennen. Es sei aber ein Entscheid der Partei gewesen, weil an der Sitzung, an der das Flugblatt beschlossen worden war, auch Nicht-SVP-Mitglieder teilgenommen hätten.
Im September 2015 strahlten der Norddeutsche Rundfunk sowie das ARD-Morgenmagazin und im Dezember 2015 nochmals das ARD-Morgenmagazin einen Bericht über die Situation in Oberwil-Lieli aus. Gezeigt werden die Ereignisse in Oberwil-Lieli auch im Dokumentarfilm Willkommen in der Schweiz (2017) von Sabine Gisiger, in dem Andreas Glarner als Protagonist auftritt.
Im Jahr 2009 trat Glarner der rechtspopulistischen, islamfeindlichen Bürgerbewegung pro Köln bei, die vom Verfassungsschutz des deutschen Bundeslandes Nordrhein-Westfalen verdächtigt wird, rechtsextremistisch zu sein.
Glarner möchte das Kulturzentrum Bremgarten gerne loswerden. Der Eigentümer des Gebäudes, Max Meyer, hat schon Interessenten gehabt, aber keinen Grund gesehen, das KuZeB zu verkaufen. Bremgarten war 2013 in die Schlagzeilen geraten, als man Asylsuchenden den Zugang zu öffentlichen Einrichtungen verwehrte. Glarner drohte damit, das Gebäude zu kaufen, um zu verhindern, dass Asylsuchende ins KuZeB einziehen könnten; er verschärfte seine Kritik an dem KuZeB, nachdem Unbekannte die Tagungslokalität der SVP-Generalversammlung versprayt hatten.
Nachdem eine Schule im Sommer 2018 aufgrund des Schweinefleischverbots für Muslime den Schülern empfohlen hatte, kein solches an die Abschlussfeier mitzunehmen, veröffentlichte Glarner ohne Genehmigung auf Facebook eine Liste einer Schulklasse aus Dübendorf, auf der nur eine Schülerin einen schweizerischen Namen hatte. Diese kommentierte er damit, dass die arme Schülerin wohl keinen Cervelat mitbringen dürfe, und forderte die Schweizer auf aufzuwachen. Die Veröffentlichung wurde sowohl in den Medien als auch vom Schulpräsidium kritisiert. Woher Glarner die Liste hatte, sei nicht bekannt.
Nachdem im Sommer 2019 eine Primarschullehrerin in einem Brief Eltern informiert hatte, muslimische Kinder könnten während des Fests des Fastenbrechens zuhause bleiben, veröffentlichte Glarner auf Facebook die private Telefonnummer und E-Mail-Adresse der Lehrerin mit dem Hinweis, man solle sie anrufen und ihr mitteilen, was man davon halte. Darauf hingewiesen, dass die Lehrerin den Eltern damit lediglich eine im ganzen Kanton Zürich geltende Regel kommunizierte, entgegnete Glarner, die Lehrerin hätte «passiven Widerstand» leisten sollen. Erst auf Druck des Zürcher Schul- und Sportdepartements entfernte er Telefonnummer und E-Mail-Adresse in seinem Facebook-Beitrag.
Im Juli 2020 zeigte Glarner auf Facebook ein Bild eines Zeitungsaussschnitts, in dem eine lokale ALDI-Niederlassung ihren Lehrabgängern namentlich gratuliert, und machte dabei auf die ausländisch klingenden Namen aufmerksam. Für diese Aktion wurde er von verschiedenen Seiten kritisiert, darunter auch von Parteikollege Roger Köppel. ALDI selber reagierte mit einem Inserat auf Glarners Post. Glarner begründete die Aktion auf dem Nachrichtenportal Nau damit, dass er aufzeigen wollte, dass es immer weniger Schweizer in der Schweiz gebe und man somit fremd im eigenen Land werde. Im September 2020 äusserte sich Glarner möglicherweise rassistisch über seine Nationalratskollegin Sibel Arslan (Grüne, BS), indem er ihr vorwarf, in «ihrem Staat» gebe es «halt kein Recht und Ordnung», und dabei nach eigener Aussage auf die türkische Herkunft Arslans anspielte, obschon Arslan Schweizerin ist. Zudem hat Glarner beim Wahlkampf zu den Schweizer Parlamentswahlen 2023 ein Deepfake-Video geteilt, in welchem Arslan u. a. dazu aufrief, die SVP zu wählen. Arslan zeigte Glarner daraufhin wegen Identitätsmissbrauchs an. Im Juni 2025 erfolgte diesbezüglich die Aufhebung seiner politischen Immunität durch die zuständigen Kommissionen des Nationalrats und des Ständerats, so dass die Staatsanwaltschaft Muri-Bremgarten nun gegen ihn ermitteln kann.
Im Februar 2021 sorgte eine Facebook-Gruppe für weitere Kontroversen. In der Gruppe Schweizer erwache!! kam es wiederholt zu Gewaltandrohungen, die bis zu Mordaufrufen gegen Schweizer Bundesräte gingen. Unter den 1500 Mitgliedern der Gruppe war Glarner einer von drei Administratoren. Auf Nachfrage äusserte Glarner, dass er die Gruppe nicht kenne und er auch nicht gewusst habe, dass er Administrator ist. Nach den folgenden Medienberichten zog sich Glarner aus der Gruppe zurück, und die Gruppe wurde aufgelöst.
In der Zeitung Schweizerzeit wies Glarner im März 2022 die Schuld für jedes weitere Opfer des «von Putin angezettelten Kriegs» (Russischer Überfall auf die Ukraine 2022), den er ausdrücklich nicht rechtfertige, der EU und den USA zu, wenn Putins Forderungen – die Garantie der Neutralität und eine Entmilitarisierung der Ukraine, eine Anerkennung von Donezk und Lugansk als Volksrepubliken und eine Anerkennung der Krim als russisches Hoheitsgebiet – nicht akzeptiert würden. Darauf soll Parteikollege Jean-Pierre Gallati Glarner in einer Fraktionssitzung der Aargauer SVP einen «Putin-Verehrer» genannt haben. Laurent Goetschel, Professor für Politikwissenschaft an der Universität Basel, ist der Ansicht, die Politik Russlands stosse vor allem bei SVP-Vertretern wohl deshalb auf Verständnis, weil gewisse gesellschaftspolitische Ausrichtungen «etwa zu Geschlechterfragen, zur Rolle der Medien oder der Zivilgesellschaft» geteilt würden.
Im Dezember 2022 bezeichnete der Journalist Hansi Voigt Glarner in einem Tweet auf Twitter (heute: X) als «Gaga-Rechtsextremisten», worauf dieser Strafanzeige gegen Voigt erstattete. Im Februar 2024 sprach das Bezirksgericht Bremgarten Voigt frei: Voigt habe sich «in guten Treuen gestützt auf eine Vielzahl ernsthafter Gründe für den gewählten Ausdruck entschieden.» Glarner hat angekündigt, gegen den Freispruch Berufung einzulegen.
Andreas Glarner führte einen langwierigen Rechtsstreit gegen das Kulturzentrum Bremgarten (KuZeB) mit dem Ziel, es zu schliessen. Trotzdem scheiterte sein Vorhaben, das älteste autonome Kulturzentrum des Landes zu beseitigen. Die Behörden stellten fest, dass die Nutzung der Gebäude als Kulturzentrum rechtmässig sei. Glarner vermutete, dass das KuZeB mit Sprayereien an einer Restaurantfassade in Verbindung stand. Er gründete eine Firma in der Nähe des KuZeB und begann rechtliche Schritte gegen dessen Nutzung einzuleiten. Die Stadt Bremgarten wies seine Anträge zurück, und der Kanton legalisierte schliesslich die Nutzung der Gebäude als Kulturzentrum. Glarner plant jedoch weitere rechtliche Schritte, da er weiterhin glaubt, dass die Gebäude illegal genutzt werden. Die Familie Meyer, Eigentümer der Gebäude, bleibt in Bezug auf den Konflikt neutral, zeigt jedoch Interesse an der Erhaltung der historischen Fassade.
Glarner teilte auf Twitter einen umstrittenen Flyer des «Komitees Rettet den Werkplatz Schweiz». Selbst seine Partei hatte sich «in aller Deutlichkeit» von dieser distanziert. Für Glarner hingegen war es hingegen eine «vernünftige Nachricht». Glarner hatte sich zuvor schon auf Facebook über den Klimawandel und das Hochwasser lustig gemacht.
Für die Grossratswahl im Aargau von 2024 schrieb Glarner auf Twitter über Rita Brem-Ingold von der Mitte, dass sie ...will, dass auch straffällige Ausländer eingebürgert werden. In der Folge erhielt Rita Brem-Ingold Morddrohungen und bekam Polizeischutz.

## Beruf
Glarner absolvierte eine Lehre als Lüftungsspengler und bildete sich danach in Betriebstechnik und -wirtschaft weiter. 1984 trat er in die Rohner Ventilationsspenglerei AG in Urdorf ein und war ab 1987 deren Betriebsleiter. Mitte 1991 verliess er die Firma und gründete in Oberwil-Lieli sein eigenes Unternehmen, die Einzelfirma Airproduct Andreas Glarner. 2006 verkaufte er die Firma (inzwischen Airproduct AG) und wurde so mit 45 Jahren zum Millionär. Seit 2011 vertrieb er mit seinem im Jahr zuvor gegründeten neuen Unternehmen Careproduct AG Rollatoren, Rollstühle, Krücken und weitere Hilfsmittel. Ende 2017 verkaufte er die Firma an die Galenica.
1995/1996 kam es zu einem Gerichtsverfahren, in dem sein früherer Arbeitgeber Rohner ihn wegen Betrugs, Sachentziehung und ungetreuer Geschäftsführung anklagte. Glarner wurde vorgeworfen, einen Auftrag, den Rohner ausgeführt hatte, für seine neue eigene Firma in Rechnung gestellt zu haben, während Glarner monierte, dass dies die vereinbarte, aber schriftlich nicht festgehaltene Abgeltung für geleistete Überstunden bei der Einarbeitung seines branchenfremden Nachfolgers gewesen sei. Glarner wurde in den Punkten Betrug und Sachentziehung freigesprochen, jedoch wegen ungetreuer Geschäftsführung zu 20 Tagen Gefängnis bedingt verurteilt.

## Privates
Glarners Vater Hans Rudolf war Schreiner, seine Mutter Chemielaborantin. Vater und Grossvater waren Mitglieder der SP, der Grossvater Stadtrat (Exekutive) von Bremgarten AG. Die Eltern liessen sich scheiden, als er dreizehn Jahre alt war. Danach zog die Mutter mit den Kindern von Netstal nach Dietikon im Zürcher Limmattal. Dort besuchte Glarner die Realschule.
Er ist Mitglied verschiedener Verwaltungsräte, darunter als Präsident bei der Handelsfirma Consira AG. Von 1995 bis zur Auflösung 2019 war er Präsident der Organisation Aargauische Vaterländische Vereinigung. Er ist Präsident des Vereins sifa – Sicherheit für alle.
Andreas Glarner ist geschieden und ist Vater zweier Töchter und wohnt seit 1994 in Oberwil-Lieli, von 2015 bis 2019 mit seiner Partnerin und zweien ihrer drei Kinder.

Andreas Glarner gehört zu den eher wohlhabenden Schweizer Parlamentariern. Gemäss einem Bericht der Schweizerischen Handelszeitung beträgt sein Vermögen ca. 10 Mio. CHF.